# Rothia westwoodi
Rothia westwoodi är en fjärilsart som beskrevs av Butler 1879. Rothia westwoodi ingår i släktet Rothia och familjen nattflyn. Inga underarter finns listade.